# Горюшев, Валерий Леонидович
Валерий Леонидович Горюшев (26 апреля 1973, Свердловск — 28 апреля 2014) — советский и российский волейболист, доигровщик, игрок сборной России в 1994—2000 годах, серебряный призёр Игр XXVII Олимпиады в Сиднее, заслуженный мастер спорта России.

## Биография
Родился в Свердловске, начинал заниматься волейболом под руководством Владимира Николаевича Бабакина, окончил Школу-интернат спортивного профиля (ныне — Училище олимпийского резерва № 1). Выпускник Московской государственной академии физической культуры.
В 1990 году дебютировал в команде «Динамо» (Московская область) и молодёжной сборной СССР, в составе которой стал победителем чемпионата Европы в ФРГ, а спустя два года с молодёжной командой нового созыва выиграл бронзовую медаль континентального первенства в Польше. 7 мая 1994 года в Осаке провёл первый матч за национальную сборную России, встречавшуюся в рамках Мировой лиги с японцами.
В составе подмосковного «Динамо» Валерий Горюшев дважды становился бронзовым призёром чемпионатов России. В сезоне-1994/95 выступал за одинцовскую «Искру»-РВСН, с 1995 года играл в Италии и Японии. В составе итальянской «Равенны» в 1997 году завоевал Кубок Европейской конфедерации волейбола, а вместе с «Кунео» выиграл Суперкубок Италии и дошёл до полуфинала чемпионата страны сезона-1999/2000, по окончании которого перешёл в только что созданный клуб «Трентино». В 2002 году вернулся в Россию.
В составе сборной России Валерий Горюшев провёл 111 матчей, в которых набрал 591 очко и 643 отыгранные подачи, был участником Олимпийских игр в Атланте и Сиднее, чемпионата мира-1994, чемпионатов Европы 1997 и 1999 годов, семи турниров Мировой лиги. В 1999 году после победы на Кубке мира ему было присвоено звание заслуженного мастера спорта России. В 2000 году Валерий Горюшев выиграл серебряную медаль на Олимпийских играх в Сиднее.
Валерий Горюшев умер 28 апреля 2014 года от рака лёгких.

## Достижения

### Со сборными
- Серебряный призёр чемпионата мира среди юношей (1989).
- Чемпион Европы среди молодёжных команд (1990).
- Бронзовый призёр молодёжного чемпионата Европы (1992).
- Серебряный призёр Игр XXVII Олимпиады (2000).
- Серебряный призёр чемпионата Европы (1999).
- Победитель Кубка мира (1999).
- Серебряный (2000) и бронзовый (1996, 1997) призёр Мировой лиги.

### С клубами
- Серебряный (2002/03) и бронзовый (1992, 1992/93) призёр чемпионата России.
- Чемпион Японии (1997/98).
- Обладатель Суперкубка Италии (1999).
- Обладатель Кубка CEV (1996/97), бронзовый призёр (2002/03).
- Финалист Лиги чемпионов (2003/04).

## Награды и звания
- Заслуженный мастер спорта России (1999).
- Медаль ордена «За заслуги перед Отечеством» II степени (19 апреля 2001) — за большой вклад в развитие физической культуры и спорта, высокие спортивные достижения на Играх XXVII Олимпиады 2000 года в Сиднее[6].